# Xã Round Lake, Quận McHenry, Bắc Dakota
Xã Round Lake (tiếng Anh: Round Lake Township) là một xã thuộc quận McHenry, tiểu bang Bắc Dakota, Hoa Kỳ. Năm 2010, dân số của xã này là 39 người.